# Приволзький (авіабаза)
Приволзький (рос. Приволжский) - військовий аеродром поблизу Астрахані. Розташований на північно-західній околиці міста, за 16 км від аеропорту Астрахань. 
На аеродромі базуються літаки МіГ-29 (116-й УЦБП - навчальний центр бойового застосування ВПС). 
Аеродром побудований в 1963 році. До 1979 був аеродромом спільного базування, мав назву «Приволжя» (індекс УРВП), використовувався як аеропорт: звідси виконувалися пасажирські рейси на турбореактивних літаках в Москву, Куйбишев, Свердловськ та інші міста СРСР. 
На південний схід від міста Астрахань є два спортивних аеродрому - Осипний Бугор і Три Протока. 
З 2012 до 2016 року велася реконструкція аеродрому. Аеродром оснащений сучасним світлосигнальним обладнанням, збільшилася кількість місць для стоянок літаків. 23 травня 2016 року відкрито реконструйовану злітно-посадкова смуга . У 2016 році були отримані МіГ-29СМТ.